# Манасарян, Сергей Генрихович
Серге́й Манасаря́н (арм. Սերգեյ Մանասարյան; 25 февраля 1959, Ереван) — армянский дипломат, заместитель министра иностранных дел. В 1981 году окончил факультет механики Ереванского сельскохозяйственного института. Кандидат технических наук.

## Профессиональная деятельность
- В 1981—1988 годах работал в Научно-исследовательском институте автоматизации сельского хозяйства.
- В 1988 год — в Госплане, затем работал помощником заместителя премьер-министра в Министерстве экономики Республики Армения. Затем был помощником премьер-министра Армении, главой администрации премьер-министра, секретарем-министром правительства.
- 1996 год — МИД РА, замминистра иностранных дел.
- В 1999—2005 годах был послом Республики Армения в Арабской Республике Египет. По совместительству, посол Республики Армения в Марокко, Ливии, Эфиопии, Судане и Омане.
- В 2005—2010 годах — посол Республики Армения в Болгарии.
- В 2010—2016 годах — заместитель министра иностранных дел.
- 10 февраля 2016 года указом Президента Армении назначен Чрезвычайным и полномочным послом Армении в Китае.

## Награды
Награждён высшим орденом Болгарии «Стара Планина» 1-й степени.

## Другое
Чрезвычайный и Полномочный Посол.
Женат, имеет двух дочерей.